# فريسنو دي توروتي
فريسنو دي توروتي (بالإنجليزية: Fresno de Torote)‏ هي بلدية ومدينة في منطقة الحكم الذاتي وتقع في منطقة مدريد في وسط إسبانيا. تبلغ مساحة هذه المدينة 31.6 (كم²)، ويبلغ عدد سكانها 2063 نسمة حسب إحصاء سنة 2010 م.